# Marisora alliacea
Espèce
Synonymes
- Mabuya mabouya alliacea Cope, 1875
- Mabuya alliacea Cope, 1875

Statut de conservation UICN

 LC  : Préoccupation mineure
Marisora alliacea est une espèce de sauriens de la famille des Scincidae.

## Répartition
Cette espèce se rencontre dans l'est du Costa Rica et dans le sud du Nicaragua.

## Description
C'est un saurien ovovivipare.

## Publication originale
- Cope, 1876 "1875" : On the Batrachia and Reptilia of Costa Rica : With notes on the herpetology and ichthyology of Nicaragua and Peru. Journal of the Academy of Natural Sciences of Philadelphia, sér. 2, vol. 8, p. 93–154 (texte intégral).